# Luke McNally
Luke McNally (Enfield, 20 september 1999) is een Iers voetballer die sinds 2022 uitkomt voor Burnley FC. 

## Carrière
McNally genoot zijn jeugdopleiding bij Enfield Celtic FC, Drogheda United FC en St. Patrick's Athletic FC. In het seizoen 2019 leende St. Patrick's Athletic hem voor een seizoen uit aan zijn ex-club Drogheda United, die toen uitkwam in de League of Ireland First Division. McNally eindigde met Drogheda United tweede in de reguliere competitie en plaatste zich zo voor de promotieplayoffs. Drogheda United ging in de finale echter in twee wedstrijden onderuit tegen Finn Harps FC, waardoor de club geen terugkeer naar de League of Ireland Premier Division kon forceren. McNally speelde in het seizoen 2019 in alle competities 34 wedstrijden, waarin hij negen keer scoorde.
Na zijn terugkeer groeide McNally bij St. Patrick's Athletic uit tot een onvoorwaardelijke titularis: in achttien competitiewedstrijden miste hij geen minuut. Op 2 december 2020 werd hij uitgeroepen tot Young Player of the Year van de club. Die eer was hem een jaar eerder ook al te beurt gevallen bij Drogheda United.
In januari 2021 ondertekende hij een contract van drieënhalf jaar bij de Engelse derdeklasser Oxford United FC. In het seizoen 2020/21 kwam hij er nog niet aan spelen toe. In zijn eerste volledige seizoen speelde hij er 30 van de 48 competitiewedstrijden, alsook enkele bekerwedstrijden. Het leverde hem in juni 2022 een transfer op naar Burnley FC, dat een maand eerder naar de Championship was gedegradeerd. McNally was de tweede aanwinst van nieuwbakken trainer Vincent Kompany, na eerder Scott Twine.